# Pseudoterpna albescens
Pseudoterpna albescens är en fjärilsart som beskrevs av Leo Schwingenschuss 1926. Pseudoterpna albescens ingår i släktet Pseudoterpna och familjen mätare. Inga underarter finns listade.